# Johan Peter Fürchtegott Wildenradt
Johan Peter Fürchtegott (von) Wildenradt (2. august 1769 i Estvad Sogn – 3. maj 1845 i København) var en dansk officer og kammerherre.
Han var søn af Christian Henrich Wildenradt og hustru. Han gjorde karriere i Hæren, blev ritmester, nævnes 1833 som oberst og chef for Jydske Regiment lette Dragoner og sluttede sin karriere som generalløjtnant. Han var Kommandør af Dannebrogordenen og Dannebrogsmand.
Han ægtede 1. gang 30. august 1805 i Horsens Sophie Charlotte Augusta Lillienskiold (13. april 1782 på Lilliendal - 3. marts 1806 i Horsens), datter af Hans Gustav Lillienskiold. 2. gang ægtede han 27. februar 1807 i Horsens Juliane Marie Lillienskiold (4. september 1783 på Lilliendal - 7. oktober 1862 i København), som var søster til hans første hustru.
Han er begravet på Garnisons Kirkegård.